# Коршунов, Михаил Павлович
Михаи́л Па́влович Ко́ршунов (19 ноября 1924, Симферополь — 15 августа 2003, Москва) — советский русский детский писатель. Автор более 30 книг для детей. Печатался в журналах «Мурзилка», «Пионер», «Костёр», «Юность», «Смена», «Огонёк», «Москва».

## Биография
Родился 19 ноября 1924 года в Симферополе, в слободе Бахчи-Эль. В 1930-е годы его отец, Павел Семёнович, занимал должность председателя Интуриста. Семья Коршуновых получила квартиру в Москве в Доме на набережной. Учился Михаил Коршунов в 19-й школе им. Белинского на Софийской набережной, был другом детства писателя Юрия Трифонова и Льва Федотова. Когда началась война, Коршунов окончил 9-й класс. В 1942 году, после окончания в эвакуации 10-го класса, ушёл в армию добровольцем. Учился в Харьковском военно-авиационном училище, закончив которое, поступил в 1943 году в Военно-воздушную академию имени Жуковского. В 1945 году приказом переведён в Институт международных отношений, где после демобилизации в 1946 году проучился три года.
В 1947—1951 годах учился в Литературном институте имени Горького. После окончания института работал в детских журналах, в частности, в «Мурзилке». В издательстве «Детгиз» вышло более 30 его книг. В 1956 году Коршунов был принят в Союз писателей. Выходят его книги «Автограф», «Мальчишник» и другие. Член КПСС с 1952  года.
В соавторстве с женой Викторией Романовной Тереховой Коршунов написал книги о доме: в 1995 году выходит «Тайна тайн московских», в 2002 году — «Тайны и легенды Дома на набережной».
Скончался 15 августа 2003 года.

### Книги
- «Дом в Черёмушках», 1954.
- «Мухоморовы шляпы», книга рассказов, 1960.
- «В зимнем городе». Детгиз, 1961.
- «Когда замёрзли дожди», книга рассказов, 1962.
- "Там, где лежат лук и стрелы". М., Правда, 1962.
- «Трагический иероглиф», 1966.
- «Сентябрь + сентябрь» М.: Детская литература, 1966.
- «Школьная Вселенная» (повести для младшего школьного возраста) — М.: Детская литература, 1968.
- «Бульвар под ливнем (Музыканты)», журнал «Москва», № 7,8, 1971; М. Детская литература, 1972.
- «Караул! Тигры!», 1973.
- «Подростки», 1974.
- «Петька и его, Петькина, жизнь» (сборник рассказов) М.: Детская литература, 1976.
- «Детские секреты», 1978.
- «Требуется дворник» М.: Детская литература, 1983.
- «Крабий тупик» М.: Детская литература, 1984.
- «Мальчишник» М.: Советский писатель, 1990, ISBN 5-265-00571-4. 2-е изд. М.: Терра, 1999
- «Тайна тайн московских» — М., СЛОВО/SLOVO,1995
- «Тайны и легенды Дома на набережной» — М., 2002

### В журналах
- Коршунов М. П. Тайна продолжается в Садовниках // Наука и жизнь, № 7, 1989.
- Коршунов М., Терехова В. Подземный ход в Кремль Вокруг света, № 4-6, 1993.